# Lin Piao
Lin Piao (magyaros átírás: Lin Piao, kínai: 林彪 pinyin: Lín Biāo; születési neve Lin Jü-zsung (Lin Yurong), 林育容, 1907. december 5. – 1971. szeptember 13.), kínai kommunista katonai vezető, marsall, a Kínai Népköztársaság honvédelmi minisztere 1959-től 1971-ig.
Már a kínai polgárháború korai szakaszában kitűnt katonai tehetségével. A kezdetektől Mao híve és közeli harcostársa lett. A hosszú menetelés egyik vezetője volt. A második kínai–japán háborúnak, majd a polgárháború újabb szakaszának is kiemelkedő hadvezére volt. 1945-ben a KKP KB tagja lett. A KNK megalakulása után a Politikai Bizottságba is beválasztották. 1958-tól a KNK legfelső hatalmi szerve, a Politikai Bizottság Állandó Bizottságának is tagjává választották, ezzel pártvonalon fölé került katonai felettesének, Peng Tö-huaj (Peng Dehuai) honvédelmi miniszternek. Peng 1959-es bukása után ő lett a védelmi miniszter.
A belső kínai hatalmi harcokban csaknem a végsőkig Mao elnök szoros szövetségese volt. Vele egyetértésben nagy szerepet játszott a kulturális forradalom előkészítésében és vezetésében. 1969-ben Mao elnök az utódjaként jelölte meg. Az „öröklés” előkészítése során azonban olyan erőteljes hatalmi koncentrációba kezdett, amit már Mao is túlzásnak tartott, és bírálni kezdte Lint, aki úgy érezte, hogy megkezdődtek az előkészületek a hatalomból való eltávolítására. Ezért állítólag fegyveres hatalomátvételt készített elő, majd amikor ez lehetetlenné vált, családjával és közvetlen kíséretével repülővel Mongólia (és a Szovjetunió) irányába menekült. Repülőgépe azonban Mongóliában lezuhant és a rajta utazók életüket vesztették. Egy másik, regényesebb (és biztosan hamis) teória szerint Mao vendégül látta Lint és feleségét egy fejedelmi vacsorára, majd az utána eltávozó Linék autóját rakétavetőkkel lőtték szét, és csak ezután terjedt el, hogy repülőszerencsétlenség áldozatai lettek.